# Stefanowizna
Stefanowizna – osada w Polsce położona w województwie łódzkim, w powiecie bełchatowskim, w gminie Kleszczów. Miejscowość wchodzi w skład sołectwa Czyżów.
W latach 1975–1998 miejscowość należała administracyjnie do województwa piotrkowskiego.